# Нина Јанковић Дичић
Нина Јанковић Дичић (Шабац, 20. април 1988) српска је глумица.

## Биографија
Нина Јанковић је рођена 20. априла 1988. године у Шапцу, као млађе дете Радушка и Славице Јанковић. Има старијег брата Филипа. Током детињства бавила се атлетиком, одбојком, кошарком и фолклором, а ишла је и на курс за мале манекене. Глуму је заволела поред свог оца, који је држао драмску секцију у Дому културе у Шапцу. У родном граду је похађала ОШ Ната Јеличић, а потом и завршила Школу за уметничке занате, смер за стилског кројача и модног креатора. Још по завршетку трећег разреда средње школе по први пут је покушала да упише глуму на Факултету драмских уметности у Београду и тада је успела да уђе у ужи круг кандидата, али није била примљена. Наредне године, по окончању средњошколског образовања, поново је полагала пријемни за ФДУ, али том приликом је била успешна и тако је ушла у састав цењене класе 2007, коју је предводио професор Драган Петровић Пеле. У тој класи студирали су још и Ања Алач, Милош Биковић, Миљана Гавриловић, Анка Гаћеша Костић, Тамара Драгичевић, Стојан Ђорђевић, Урош Јаковљевић, Иван Михаиловић, Јелисавета Орашанин, Матеја Поповић и Миодраг Радоњић. Дипломирала је 2011. године. Дипломски испит за њу и Миодрага Радоњића била је представа Грета, страна 89, по тексту Луца Хибнера.
Већ на трећој години студија добила је улогу Валерије у филму Монтевидео, бог те видео!, редитељском првенцу Драгана Бјелогрлића. Ова улога донела јој је и регионалну МТВ филмску награду за најбољу глумицу.

### Приватни живот
У браку је са банкаром Матејом Дичићем, који је њеној колегиници Тамари Драгичевић брат од ујака. Јанковићева и Дичић су започели везу тек две године након што су се упознали, а верили су се 31. децембра 2012, у новогодишњој ноћи. Након четири године забављања, венчали су се 31. маја 2014. у Београду, у Цркви Светог Марка. Средином априла 2018. добили су сина Вукашина, а 2. маја 2021. и ћерку Иванку.
Ова глумица је висока 178 центиметара. Изјашњава се као навијачица Партизана.

## Улоге

### Филмографија
| Год.       | Назив                               | Улога                      | Напомена                |
| ---------- | ----------------------------------- | -------------------------- | ----------------------- |
| 2010-е     |                                     |                            |                         |
| 2010.      | Монтевидео, Бог те видео!           | Валерија                   |                         |
| 2011.      | Игра истине                         | Ана                        | ТВ серија, пилот еп.    |
| 2011—2012. | Певај, брате!                       | Беца                       | ТВ серија, 3 еп.        |
| 2011—2012. | Цват липе на Балкану                | Светлана Лана Лазић        | ТВ серија, 7 еп.        |
| 2012.      | Монтевидео, Бог те видео!           | Валерија                   | ТВ серија, 8 еп.        |
| 2012.      | Јагодићи                            | Александра Богдановић      | ТВ серија, 7 еп.        |
| 2012—2014. | Будва на пјену од мора              | Тијана                     | ТВ серија, 9 еп.        |
| 2014.      | Новембарски човек (енгл. )          | млада привлачна жена       |                         |
| 2014—2015. | Јагодићи: Опроштајни валцер         | Александра Богдановић      | ТВ серија, 10 еп.       |
| 2015.      | Бићемо прваци света                 | Љубица Оташевић            |                         |
| 2015.      | Медена ноћ                          | Нина                       |                         |
| 2016.      | Вере и завере                       | Инге Лебенсхајм            | ТВ серија, главна улога |
| 2016.      | Прваци света                        | Љубица Оташевић            | ТВ серија, 3 еп.        |
| 2016.      | Немој да звоцаш                     | трудница Маша              | ТВ серија, 1 еп.        |
| 2016.      | Дневник машиновође                  | Даница                     |                         |
| 2016—данас | Убице мог оца                       | Јелена Филиповић           | ТВ серија, 67 еп.       |
| 2019.      | Пет                                 | Жана                       | ТВ серија, 2 еп.        |
| 2019.      | Војна академија 5                   | мајор Данка Обрадовић      |                         |
| 2019.      | Реална прича                        | Јадранка                   |                         |
| 2020-е     |                                     |                            |                         |
| 2020.      | Војна академија                     | мајор Данка Обрадовић      | ТВ серија, 10 еп.       |
| 2020.      | Случај породице Бошковић            | Невенка, Јованина разредна | ТВ серија, 1 еп.        |
| 2020—2023. | Мама и тата се играју рата          | Јадранка                   | ТВ серија, главна улога |
| 2021—2024. | Калкански кругови                   | Светлана, Баба Губа        | ТВ серија, 23 еп.       |
| 2022.      | Сложна браћа — Новогодишњи специјал | Јелена                     |                         |
| 2023.      | Индиго кристал                      | Маја                       |                         |
| 2024.      | Време смрти                         | Олга Катић                 | ТВ серија, 7 еп.        |
| у припреми | Апсурдни експеримент                | —                          |                         |

### Спотови
- Кад полудимо — Регина (2012)[17]
- Име моје — Јелена Томашевић (2015)[18]

## Награде
- Регионална МТВ филмска награда за најбољу глумицу: 2011. (за улогу Валерије у филму Монтевидео, Бог те видео!)[19]
- Награда Златна антена за најбољи глумачки пар: 2013. (заједно са Горданом Кичићем; награђени за улоге Александре Богдановић и Бранка Јагодића у ТВ серији Јагодићи)[20][21]
- Награда за најбољу младу глумицу на Данима комедије: 2014. (за улогу Џил у представи Лептири су слободни)[22]
- Награда Златна антена за најбољу глумицу у главној улози: 2016. (за улогу Инге Лебенсхајм у ТВ серији Вере и завере)[23]